# Norwood (Illinois)
Norwood és una població dels Estats Units a l'estat d'Illinois. Segons el cens del 2000 tenia 473 habitants.

## Demografia
Segons el cens del 2000, Norwood tenia 473 habitants, 176 habitatges, i 140 famílies. La densitat de població era de 702,4 habitants/km².
Dels 176 habitatges en un 26,7% hi vivien nens de menys de 18 anys, en un 67% hi vivien parelles casades, en un 9,1% dones solteres, i en un 19,9% no eren unitats familiars. En el 18,2% dels habitatges hi vivien persones soles el 9,1% de les quals corresponia a persones de 65 anys o més que vivien soles. El nombre mitjà de persones vivint en cada habitatge era de 2,69 i el nombre mitjà de persones que vivien en cada família era de 3,01.
Per edats la població es repartia de la següent manera: un 24,3% tenia menys de 18 anys, un 6,8% entre 18 i 24, un 27,5% entre 25 i 44, un 25,8% de 45 a 60 i un 15,6% 65 anys o més.
L'edat mediana era de 40 anys. Per cada 100 dones de 18 o més anys hi havia 93,5 homes.
La renda mediana per habitatge era de 40.156 $ i la renda mediana per família de 44.688 $. Els homes tenien una renda mediana de 35.750 $ mentre que les dones 20.893 $. La renda per capita de la població era de 16.089 $. Aproximadament el 3,7% de les famílies i el 7,5% de la població estaven per davall del llindar de pobresa.

## Poblacions més properes
El següent diagrama mostra les poblacions més properes.